# À Tout le Monde
À Tout le Monde to czwarty utwór na szóstym albumie grupy Megadeth Youthanasia, wydany jako singiel w lutym 1995 roku przez Capitol Records. W 2007 roku został ponownie nagrany jako "À Tout le Monde (Set Me Free)", wraz z Cristiną Scabbią z Lacuna Coil na albumie United Abominations.

## Wideoklip
Wideoklip do À Tout Le Monde został zakazany przez telewizję MTV, która stwierdziła, że to utwór o samobójstwie. Jednak w wywiadzie przeprowadzonym około 1994 roku frontman Megadeth Dave Mustaine zaprzeczył temu.

## Utwory
| 1. | "À Tout le Monde" | 4:28  |
|    |                   |       |
| 2. | "Problems"        | 3:56  |
|    |                   |       |
| 3. | "New World Order" | 3:25  |
|    |                   |       |
|    |                   | 11:49 |
|    |                   |       |
wersja Capitol Records (Holland) (1995)
1. A Tout Le Monde (4:28) - mixed by Max Norman & Dave Mustaine
2. Symphony Of Destruction (Demo) (5:30)
3. Architecture Of Agression (Demo) (2:47)
4. New World Order (Demo) (3:46)